# Депортиво Риестра
Депорти́во Рие́стра (исп. Deportivo Riestra) — аргентинский футбольный клуб из Буэнос-Айреса. Домашние матчи команда проводит на стадионе Гильермо Ласа, вмещающем около 3 000 зрителей. Ныне «Депортиво Риестра» выступает в Примере B Метрополитане, третьем уровне в системе футбольных лиг Аргентины.

## История

### Начальные годы
Истоки «Депортиво Риестры» восходят к 1929 году, когда группа молодых людей из района Нуэва Помпея организовала футбольную команду для участия в местных турнирах. Она получила названия улицы, где они собирались рядом с молочным магазином. 22 февраля 1931 года клуб был основан официально, а позднее в том же году он снял помещение под свою штаб-квартиру.
«Депортиво Риестра» присоединилась к Аргентинской футбольной ассоциации в 1946 году, после переговоров с участием Паскуаля Тримболи, тогдашнего президента клуба, а затем главы департамента в ассоциации. Официальный первый матч в качестве члена ассоциации команда проиграла «Атлетико Сан-Тельмо» со счётом 2:3. «Депортиво Риестра» играла в те годы в Примере C, но позже была переведена в новосозданную Примеру D. В 1950 году открылся первый клубный стадион, в районе Вилья-Солдати.

### Первое достижение
«Депортиво Риестра» выиграла свой первый официальный турнир в 1953 году, став чемпионом Примеры D. Она смогла набрать 39 очков в 26 играх, оторвавшись на два балла от занявшего второе место «Хувентуд де Берналя» в турнире, в котором также участвовали «Альмиранте Браун» и «Депортиво Морон». «Депортиво Риестра» играла в Примере C в течение следующих двух десятилетий, но без каких-либо успехов и претензий на продвижение выше. 18-е место команды в 1963 году означало бы для них вылет, но отмена каких-либо понижений в том году позволила «Депортиво Риестре» остаться в Примере C. Клуб стал в 1969 году победителем турнира Рекласификасьон, плей-офф с участием многих команд, пытающихся избежать вылета.
Сезон 1977 года выдался успешным для «Депортиво Риестры», когда она заняла третье место в Примере C, на 10 очков отстав от «Атлетико Сармьенто», победителя турнира. Но в следующих сезонах команда вернулась на свой прежний уровень. В итоге клуб финишировал последним в первенстве 1981 года и впервые вылетел из Примеры C. В том же году военная диктатура изъяла клубный стадион для строительства шоссе.

### Нестабильность и возрождение
Оказавшись в Примере D «Депортиво Риестра» заняла роль середняка дивизиона. В 1986 году, после реструктуризации турниров АФА, был сыгран шестимесячный сезон с возможностью продвижения для шести лучших команд Примеры D. «Депортиво Риестра» вышла в финальный раунд турнира, заняв третье место в своём пуле с 13 очками, только на одно опередив «Сакачиспас». Затем чёрно-белые выиграли 4 из 5 матчей финального раунда, тем самым став победителями турнира, и вернулись в Примеру C.
Последующие годы были нестабильными для клуба, который не смог сохранить своего места в Примере C в первом же сезоне после возвращения. Три сезона спустя «Депортиво Риестра» и вовсе стала последней в Примере D. Проведённый вне системы год пошёл на пользу команде, которая в следующих сезонах три раза подряд квалифицировалась в плей-офф. В сезоне 1993/94 клуб занимал второе место в турнирах Апертура и Клаусура и выиграла турнир плей-офф, завоевав право на возвращение в Примеру С.
После возвращения в Примеру C «Депортиво Риестра» вновь была близка к вылету из неё, которого удалось избежать после победы со счётом 2:1 в матче плей-офф против «Комуникасьонес». Следующие же сезоны были более успешными, с двумя попаданиями в зону турнира плей-офф за продвижение выше. Но по итогам сезона 2001/02 «Депортиво Риестра» вылетела в Примеру D. В последующие годы результаты команды не улучшались, а в сезоне 2005/06 она заняла и вовсе предпоследнее место, в одном балле от очередного вылета. В сезоне 2008/2009 «Депортиво Риестра» выиграла плей-офф Примеры D, одолев в финале с минимальным счётом «Архентино де Кильмес», но в стыковых матчах с клубом Примеры C «Дефенсорес Унидос» уступила по сумме двух встреч по правилу гола забитого на чужом поле (победа 3:2 дома и поражение 0:1 в гостях).

### Стремительный взлёт
В течение следующих сезонов «Депортиво Риестра» показывала хорошие результаты, неоднократно отбираясь в плей-офф, хотя путёвку в Примеру С завоевать не удавалось. В 2011 году она вышла в 1/32 финала Кубка Аргентины, пройдя таких соперников как «Муньис», «Лос-Андес» и «Атлетико Акассусо», где после безголевой ничьи уступила в серии пенальти «Кильмесу».
В течение сезона 2012/13 спонсор реализовывал комплексный проект по развитию футбольного клуба, придавая ему полупрофессиональную структуру, при консультировании Диего Марадоны, который привлёк беспрецедентное внимание к «Депортиво Риестре» в мировых СМИ. В том сезоне команда вновь стала второй в Примере D, пропустив вперёд лишь «Архентино де Кильмес», а в финале плей-офф уступила «Атлетико Итусаинго» в серии пенальти.
Годом спустя «Депортиво Риестра» во второй раз в своей истории стала победителем Примеры D. Этот триумф позволил клубу дебютировать на профессиональном уровне в следующем сезоне.
В Примере С «Депортиво Риестра» провела всего один сезон, да и тот короткий из-за очередной реформы АФА. В своей группе она заняла второе место, отстав всего на одно очко от клуба «Дефенсорес де Бельграно», после чего стала победителем плей-офф, одолев в финале «Док-Суд», и впервые в своей истории вышла в Примеру B.
После двух лет в роли середняка в Примере B в сезоне 2016/2017 «Депортиво Риестра» заняла второе место в дивизионе, а в финале плей-офф сумела переиграть «Комуникасьонес» по сумме двух встреч и добиться очередного исторического продвижения, на этот раз в «Примеру B Насьональ».
Дебютный сезон во второй по значимости футбольной лиге Аргентины был омрачён снятием с команды 10 очков Спортивным арбитражным судом за нарушения в ходе предыдущего сезона. В итоге «Депортиво Риестра» заняла последнее место в таблице вылета и вынуждена была вернуться обратно в Примеру B Метрополитану.

## Форма
«Депортиво Риестра» традиционно выступает в футболках с чёрно-белыми вертикальными полосами, соответствующими цветам клуба, которые были взяты от команды «Эль Труэно», которая одолжила свой комплект формы «Депортиво Риестре» на самой заре её существования. Начиная с 2012 года, с приходом нового спонсора, игроки команды носят чёрные футболки с белыми деталями.
| Традиционная | Домашняя | Гостевая | Запасная |